# Меланом стиднице
Мланом стиднице или вулве је рак или злоћудни тумор из групе меланома женских гениталија. Први симптоми које примети већина жена су израслина (тумор) и/или крварење из стиднице, док су свраб и бол мање уобичајени симптоми. Препорука је да  се болеснице са меланомом стиднице обавезно упуте на лечење у специјализоване установе са највећим искуством у лечењу меланома гениталија.

## Епидемиологија
Злоћудни меланоми су увек присутни као дубоко инвазивни тумори, а укупна инциденција малигног меланома код жена је 0,46 на милион. Злоћудни  меланом чини <10% свих меланома женског гениталног тракта, 2,4–2,8% свих вагиналних малигнитета и 0,3–0,8% свих злоћудни меланома.
Животна доб
Примарни злочудни меланом стиднице обично се јавља код жена у 60-им или 70-им годинама (медијана старости је око 60 година), при чему је већина пацијената у постменопаузи.

## Етиопатогенеза
Сматра се да злоћудни меланом настаје из меланоцитних ћелија коже и слузокоже. Злоћудни меланоми се углавном развијају у подручјима која су изложена сунчевој светлости, укључујући леђа или ноге. Иако је први пут пријављен 1887. године, широм света није пријављено више од 500 случајева примарног меланома стиднице.
Примарни малигни меланом вагине обично се јавља код жена у 60-им или 70-им годинама, при чему је већина пацијената у постменопаузи. Пацијенти се често жале на вагинално крварење, вагинални исцједак или опипљиву масу. Ова студија описује случај вагиналног меланома и дискусију о могућностима лечења.

### Хистологија
Најчешћи хистолошки подтипови мланом стиднице су лентигинозни или нодуларни меланом. Једну трећину меланома стиднице чине немеланоцитни меланоми.

## Клиничка слика
Многе лезије на стидници су у облику чира (улцерацију) и обично су дебљине 2-4 мм.
Регионални лимфни чворови су захваћени код око једне трећине болесница у моменту постављања дијагнози, а око 25% оболелих жена има удаљене метастазе.
Око једна трећина меланома стиднице појављује се на великим уснама, с карактеристичном равном пигментованом лезијом, док су промене на малим уснама и клиторису обично нодуларне.

## Терапија
Хируршко лечење меланома стиднице примарни је облик терапије. 
Историјски, хируршко лечење се мењало од радикалне вулвектомије с ингвиналном лимфаденектомијом ка мање радикалним ексцизијама. Радикалне операције омогућавају бољу локалну контролу, али имају знатно већи морбидитет, а није доказана разлика у укупном преживљавању у односу на мање радикалне ексцизије..  
Површинске лезије, поготово ако су на повољној анатомској локализацији, могу да се лече широком ексцизијом. 
Велике лезије, посебно централно локализоване, могу да захтевају екстензивнију хирургију.  
Лезије на клиторису и уретри, које су често и дебље, могу да захтевају радикалнију ексцизију у циљу постизања здравих ивица ресекције. 
Мало је доказа да би се препоручила примена ширих ексцизија али, за танке лезије, уска зона „до у здраво“ може да се сматра довољном. Шведска колаборативна студија приказала је резултате серије од 281 пацијенткиње с меланомом вулве тањим од 2 mm. Стопа локалног рецидива износила је 1,8% и није се разликовала у поређењу ширина маргина 1-2 cm у односу на 5 cm.
Елективне дисекције лимфих чворова нису се показале користним, а удружене су са знатно већим морбидитетом.  Такође уколико не постоје клинички сумњиве метастазе у регионалним лимфним чворовима, лимфонодалне дисекције се не препоручују.
Улога постоперативне радиотерапије није позната, али може да се разматра као опција када су ивице ресекције мање од оптималних. Такође, може да се препоручи код болесница код којиј је операција контраиндикована или оне не желе да се оперишу.
Локорегионални рецидив  меланома стиднице такође се лече хируршки (иако код већине ових болесница постоје удаљене метастазе). 
Тренутно постоји само неколико извештаја о ефикасности хемотерапије код меланома стиднице. Ефекат хемотерапије као примарне или адјувантне терапије на преживљавање пацијената није утврђен. Традиционални цитотоксични агенси, укључујући једињења платине, дакарбазин и темозоломид, сами или у комбинацији, оцењени су у лечењу меланома као ограничени или од никакве користи. Локална хемотерапија је претходно тестирана да смањи туморе и обезбеди локалну контролу.  Примена високе дозе интерферона-α-2б такође може бити ефикасан неоадјувантни третман меланома. Лекови који циљају мезенхималне матичне ћелије из плаценте или ц-кит активирају се до високих нивоа у ћелијама меланома, и стога су задобили све већи интерес. Стога, побољшање молекуларно циљаних лекова као неоадјувантног третмана за узнапредовали малигни меланом може побољшати прогнозу за ову болест.
Лечење удаљених метастаза је слично као и код дисеминованог меланома коже.

## Прогноза
Глобално, прогноза болесница са меланомом стиднице је лоша, с петогодишњим преживљавањем око 50%. Мада преживљавање може да буде и до 70% код болесница са танким лезијама (< 1mm), али и мање од 20% када болеснице имају лимфонодалне метастазе.
Примарни малигни меланом стиднице има лошију прогнозу у поређењу са негениталним меланомима или другим вагиналним злочудним раком (неоплазмама).
Слично као и код меланома коже, прогностички фактори су:
- дебљина тумора,
- чир или улцерација,
- статус регионалних лимфних чворова.

## Превенција
Регистровање оболелих у Националном регистру за меланом обавеза је сваке установе и лекара који лече оболелог од меланома. Регистар за меланом омогућава праћење инциденције и морталитета од меланома, одговарајући квалитет лечења, и указује на недостатке и могућности за унапређење. Једино уз све те чиниоце могуће је савремено и успешна превенција и лечење меланома стиднице.